# کنی بروکنبور
کنی بروکنبور (انگلیسی: Kenny Brokenburr؛ زادهٔ ۲۹ اکتبر ۱۹۶۸) دونده اهل ایالات متحده آمریکا است.
وی در مسابقات کشوری و بین‌المللی در مجموع برندهٔ ۲ مدال طلا شده‌است.